# Kirche der Vierzehn Nothelfer (Abertamy)
Die Kirche der Vierzehn Nothelfer (tschechisch Kostel Čtrnácti svatých pomocníků) ist ein barocker Kirchenbau im Zentrum der tschechischen Stadt Abertamy (deutsch Abertham) im Erzgebirge. Es ist der vierte Kirchenbau in der Geschichte der alten Bergstadt.

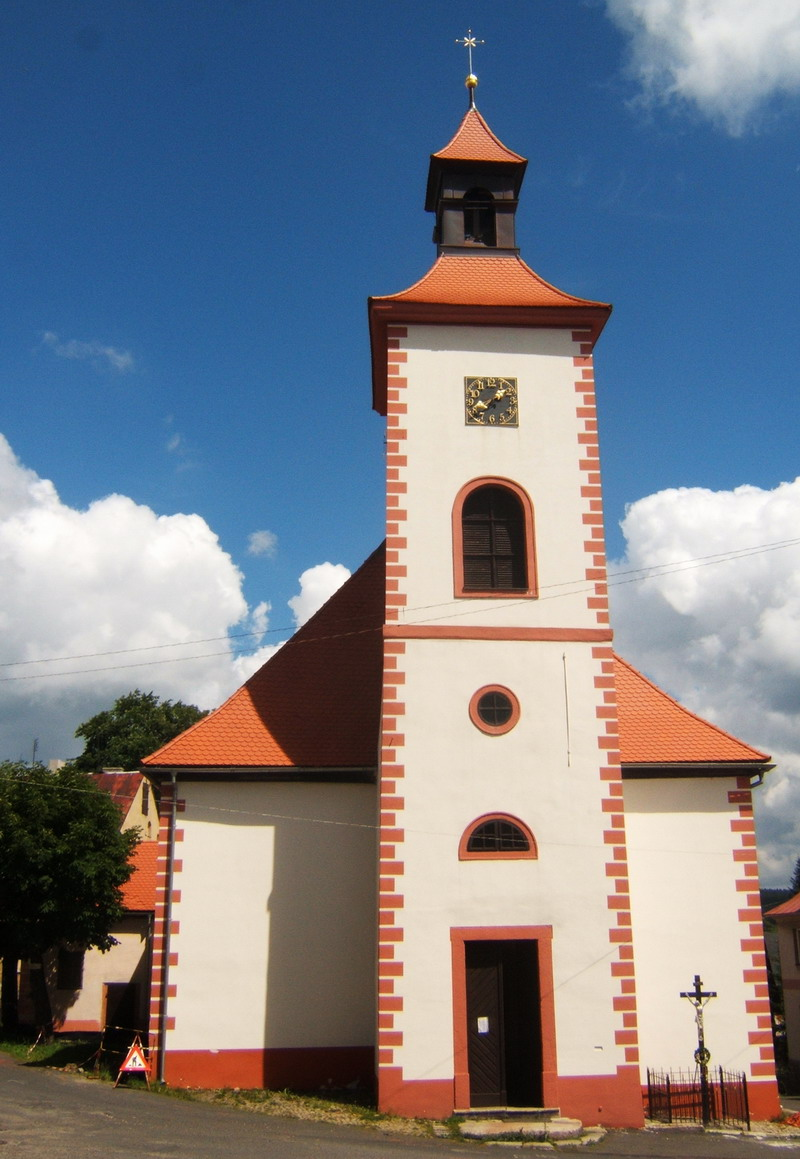
Außenansicht mit Turm von Westen (2005)

## Geschichte

### Vorgängerbauten
Die erste Aberthamer Kirche war ein hölzerner Bau unbekannten Baujahrs etwas südlich des gegenwärtigen Standorts im so genannten „Rosengarten“. Sie soll zu unbekanntem Zeitpunkt abgebrannt sein. Ihr folgten nacheinander zwei weitere Kirchbauten, die jeweils aufgrund von Baufälligkeit abgebrochen wurden. Das erste Kirchenbuch wurde am 15. August 1544 angelegt.

### Gegenwärtiger Kirchenbau
Der gegenwärtige Bau wurde ab 1735 errichtet, 1738 wurde er fertiggestellt.
Nach Vertreibung der deutschböhmischen Bevölkerung von Abertham wurde die Kirche vorerst nicht mehr instand gehalten. Gleichwohl wurde sie am 3. Mai 1958 in das Staatliche Verzeichnis der Kulturdenkmäler eingetragen.
Im Jahr 1973 wurden Dach von Langhaus und Turm instand gesetzt. Da folgend keine weiteren Instandhaltungsarbeiten mehr erfolgten, verschlechterte sich der Zustand der Bausubstanz zusehends. So bildeten sich im Mauerwerk zwischen Turm und Kirchenschiff Risse, die schließlich auch die Statik des Bauwerks gefährdeten. Dieser Zustand führte 1989 schließlich zur Sperrung des Turms durch die verantwortlichen Behörden.
Infolge der politischen Umwälzungen im Jahr 1989 ergaben sich neue Möglichkeiten für Erhalt und Sanierung des Kirchenbaus. So gründeten im Jahr 1991 gebürtige und nach der Vertreibung der Deutschen aus der Tschechoslowakei in Deutschland lebende Aberthamer sowie Unterstützer die „Gruppe Abertham“, mit dem Ziel, die Kirche zu renovieren. Bis zum Sommer 1995 wurden unter Federführung der Gruppe umfangreiche Arbeiten durchgeführt. So wurden u. a. das Fundament des Kirchturms verstärkt und der Aufbau in seiner Statik gesichert, die Elektrik erneuert, die Kirchentür restauriert, das Uhrwerk samt Ziffernblätter restauriert. Auch wurde das Schlagwerk für das Geläut wieder funktionstüchtig hergerichtet, so dass 1994 erstmals seit langer Dauer wieder geläutet werden konnte. Die Bleikristallfenster wurden erneuert, die Innenwände des Kirchenschiffs trockengelegt sowie der komplette Außenputz erneuert und wetterfest gestrichen. Überdies wurde eine Restaurierung der unter Schutz stehenden Kassettendecke begonnen.
Die Kosten von insgesamt 2.860.000 Kč wurden zu 75 Prozent durch Spenden ehemaliger Bürger und Unterstützer, katholischer Gemeinden aus Bayern und Baden-Württemberg sowie der übrige Teil durch Zuwendungen vom Kulturministerium des tschechischen Staats, der Kreisverwaltung, der Gemeinde sowie des Bistums Pilsen bestritten.
Am 2. Juli 1995 wurde die renovierte Kirche neu geweiht.
In einem zweiten Bauabschnitt wurden von Mai bis September 2003 das Kirchendach einschließlich das des Turmes für 3.300.000 Kč erneuert. Die alte Schindeldeckung wurde durch eine Biberschwanzdeckung ersetzt, wofür ein schwäbisches Unternehmen die 60 Tonnen Dachziegel stiftete. Die Renovierung wurde mit 900.000 Kč seitens des Deutsch-Tschechischen Zukunftsfonds in Prag gefördert.

### Pfarrhaus
Im Jahr 1990 wurde der Kirchenverwaltung das bis dahin anderweitig genutzte Pfarrhaus rückübertragen. Im Jahr 2007 wollte man durch den Verkauf des Gebäudes die Modernisierung des Pfarrhauses in Boží Dar finanzieren. Nach Protesten ehemaliger Bewohner aus Deutschland wurde in Verhandlungen mit der Stadtverwaltung erreicht, dass diese das Haus käuflich erwarb. Es gibt Bestrebungen zunächst einen Jugendtreff zu etablieren und zu gegebener Zeit die Räumlichkeiten als Seniorenwohnheim zu nutzen.

## Architektur

### Außen
Der einschiffige Kirchenbau hat einen rechteckigen Grundriss mit nicht abgesetztem, fünfeckigem Chor im Osten. Dem Langhaus ist ein Walmdach aufgesetzt, die Dachdeckung besteht aus Biberschwanzziegeln. In der westlichen Hauptfassade ist der vorstehende prismatische Turm eingebaut, er wird gekrönt von einem pyramidenförmigen Dach. Darauf aufgesetzt ist das prismatische Glockentürmchen, dem wiederum ein pyramidenförmiges Dach aufgesetzt ist, das mit einem vergoldeten Kreuz auf der Spitze abgeschlossen wird. In der Westwand des Turmes befindet sich ebenerdig das rechteckige Hauptportal. In Achse darüber befinden sich ein halbkreisförmiges und darüber ein kreisförmiges Fenster. Im oberen Teil des Turms befinden sich an drei Seiten rechteckige, halbrund abgeschlossene Fenster. Über diesen befinden sich die quadratischen Felder der Turmuhr.
Die Längswände des Kirchenschiffs sowie die Seitenwände des Chores sind im oberen Teil mit rechteckigen, halbrund abgeschlossenen Fenstern durchbrochen. Diese sind mit Glasmalereien versehen und haben umlaufende Putzfaschen. Die Außenwände des Kirchbaus sind ungegliedert, glatt verputzt und gestrichen, ergänzt um einige Putzfaschen um Eingang und Fenster des Turms und zeigen angedeutete Eckquaderung.
An die Nordostseite des Langhauses ist die rechteckige Sakristei mit abgeschrägten Ecken angebaut. Aufgesetzt ist ein mit Biberschwanzziegeln gedecktes Walmdach. Die Außenwände sind durch kleine, rechteckige Fenster durchbrochen.

### Innen
Kirchenschiff und Chor zeigen eine wertvolle Holzkassettendecke, wobei der Chor nicht durch einen Chorbogen vom Langhaus abgetrennt ist. Im Westen des Langhauses befindet sich die dreiseitige Empore aus Holz, getragen von hölzernen Säulen mit Marmorierung und profilierten Kapitellen.

## Ausstattung

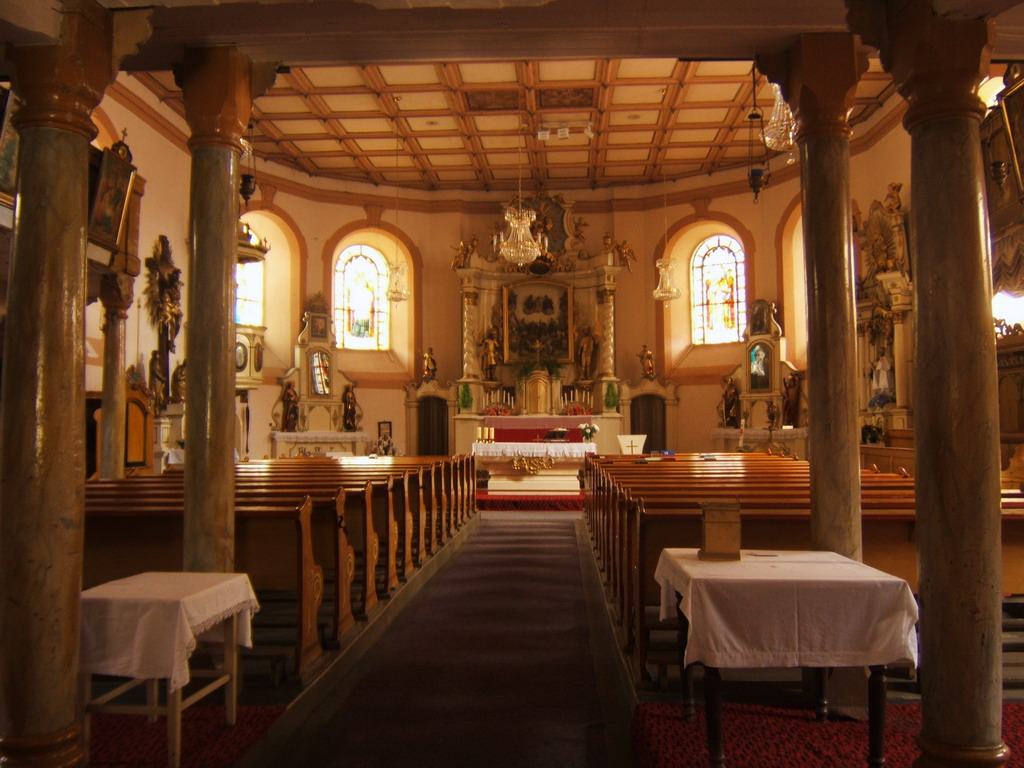
Blick ins Kirchenschiff und Chor mit Hauptaltar und Seitenaltären (2005)

### Altäre
Am Abschluss das Chors befindet sich der in Kaaden gefertigte, portalartige Hauptaltar. Im vergoldeten Rahmen in der Mitte des weiß angestrichenen Altars befinden sich hölzerne Statuetten der vierzehn Nothelfer. Seitlich der Szene sind Heiligenfiguren aufgestellt. Gewundene Säulen tragen ein Gesims, auf dem der Altaraufsatz angebracht ist. Zu beiden Seiten des Altars befinden sich Pförtchen mit einer Heiligenstatuette als Aufsatz; sie führen zum Raum hinter dem Altar.
An den Seitenwänden des Chors sind zwei gegenüberliegende Seitenaltäre aufgestellt; auf der in Blickrichtung Hauptaltar linken Seite der Seitenaltar der Kreuzigung, rechts der Seitenaltar der Jungfrau Maria. Auf ihnen befinden sich geschnitzte spätgotische Statuen der Heiligen Nikolaus und Sebastian bzw. Anna selbdritt, Barbara sowie eine weitere Heiligenfigur.

### Orgel
Eine erste Orgel wurde 1757 eingebaut, deren Erbauer unbekannt ist. Die 1885 von der österreichischen Orgelbaufirma Zachystal & Czapek  in Krems an der Donau gefertigte Orgel konnte zuletzt wegen eines Defektes nicht mehr bespielt werden. Die Renovierung hätte rund 80.000 Euro kosten sollen, jedoch konnte diese Summe nicht aufgebracht werden.
Als Ersatz wurde von deutschen Unterstützern aus dem Landkreis Günzburg eine gebrauchte elektronische Orgel ersteigert. Das Instrument wurde in einen spielfähigen Zustand gebracht, inner- und äußerlich generalüberholt und Ende 2011 im Kirchenschiff aufgestellt.

### Glocken
Im Jahr 1560 wurde eine erste Glocke im Turm aufgehängt. Die größte Glocke datierte von 1711 und wurde von G. Wild in Joachimsthal gegossen. Während des Ersten Weltkriegs musste das Geläut zu Kriegszwecken abgegeben werden. Die Zusammensetzung des gegenwärtigen Geläuts ist unbekannt.

### Sonstige Ausstattung
An der Nordseite des Kirchenschiffes befindet sich die hölzerne Kanzel, dekoriert durch Medaillons mit gemalter Füllung. Des Weiteren gibt es ein Taufbecken. Ferner ist im Kirchenschiff eine Statue der Madonna mit dem Jesuskind aufgestellt. Vier weitere, wertvolle Statuen wurden 1999 ins Depot des Bistums Pilsen überführt. Eine spätgotische Statue des Evangelisten Johannes wird seit den 1970er Jahren vermisst. An der Brüstung der Empore sind bildliche Darstellungen des Kreuzweges angehängt.
Nachdem 2006 bei Dacharbeiten ein Kreuz mit Corpus auf dem Dachboden der Kirche gefunden worden war, wurde dieses durch einen Kirchenrestaurator erneuert. 2007 konnte das Kreuz wieder geweiht werden.